# 16198 Búzios
16198 Búzios là một tiểu hành tinh vành đai chính với chu kỳ quỹ đạo là 1505.7156968 ngày (4.12 năm). It có vận tốc quỹ đạo trung bình là 14.92096789 km/s.
Nó được phát hiện ngày 7 tháng 1 năm 2000 ở Lowell Observatory Near-Earth Object Search.
Nó được đặt theo tên Armação dos Búzios, Rio de Janeiro, the host to Asteroids, Comets, Meteors 2005 meeting.